# Heminothrus peltifer
Heminothrus peltifer är en kvalsterart som först beskrevs av Koch 1839.  Heminothrus peltifer ingår i släktet Heminothrus och familjen Camisiidae. Arten är reproducerande i Sverige.

## Underarter
Arten delas in i följande underarter:
- H. p. peltifer
- H. p. japonensis